# Carl Furillo
Carl Anthony Furillo (Stony Creek Mills, Pensilvania, 8 de marzo de 1922-Stony Creek Mills, Pensilvania, 21 de enero de 1989), más conocido como Carl Furillo, fue un jugador profesional estadounidense de béisbol que se desempeñó en la posición de jardinero derecho en las Grandes Ligas de Béisbol (MLB).

## Carrera
Furillo jugó como profesional quince temporadas en Los Angeles Dodgers (1946-1960), y fue el equipo en el que se retiró.

## Títulos
Fue campeón de bateo de la Liga Nacional en una oportunidad (1953).